# شیوه معماری پیشاپارسی
شیوه معماری پیشاپارسی یک سبک فرعی معماری (یا زیر سبک) در معماری ایرانی است.
این سبک معماری در فلات ایران تا قرن هشتم قبل از میلاد در دوران امپراتوری ماد رونق داشت. این سبک اغلب به عنوان زیرمجموعه شیوه پارسی طبقه‌بندی می‌شود.
تپه زاغه در نزدیکی قزوین، قدیمی‌ترین اثر باقیمانده از این سبک معماری است. نمونه‌های بارز دیگر این سبک عبارتند از: چغازنبیل، تپه سیلک، شهر سوخته و هگمتانه.
ساختمان‌های ایلامی در زیر مجموعه این سبک قرار دارند.

## نگارخانه

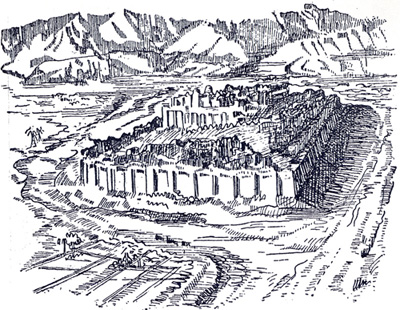
تپه سیلک. ۳۰۰۰-۴۰۰۰ قبل از میلاد
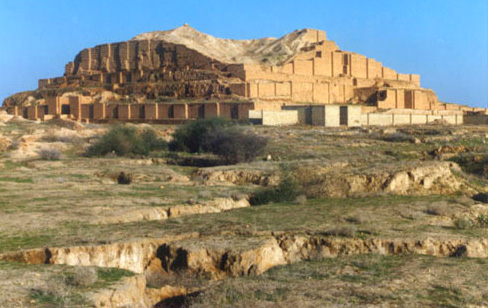
زیگوارت چغازنبیل. ۱۲۵۰ پیش از میلاد